# Pasmo Dobrzeszowskie
Pasmo Dobrzeszowskie – pasmo Gór Świętokrzyskich, zbudowane ze skał triasowych, pokryte lasem iglastym z przewagą jodły. Jest to najdalej na zachód wysunięty człon pasma głównego, oddzielony od Pasma Oblęgorskiego przełomem Łosośnej.
Przez pasmo przebiega niebieski szlak turystyczny z miejscowości Pogorzałe do Kuźniaków.

## Główne szczyty
- Góra Dobrzeszowska (364 m n.p.m.)